# أنابينة أسطوانية
أنابينة أسطوانية (الاسم العلمي: Anabaena cylindrica) هي نوع من البكتيريا تتبع جنس الأنابينة من الفصيلة النوستكية.